# Tralonca
Tralonca é uma comuna francesa na região administrativa da Córsega, no departamento de Alta Córsega. Estende-se por uma área de 15,7 km². 